# Camilla Rosatello
Camilla Rosatello, née le 28 mai 1995 à Lagnasco en Italie, est une joueuse italienne de tennis.

## Carrière professionnelle
Camilla Rosatello commence sa carrière sur le circuit ITF en 2010. Elle a remporté, à ce jour, un titre en simple et 34 en double.
En juillet 2023, elle parvient en finale du tournoi WTA 250 de Palerme avec sa compatriote Angelica Moratelli mais elles échouent à remporter le titre.
Deux mois plus tard, toujours avec la même partenaire, elle remporte le tournoi WTA 125 de Bucarest.

## Palmarès

### Titre en double dames
Aucun.

### Finales en double dames
| No | Date       | Nom et lieu du tournoi                         | Catégorie | Dotation  | Surface      | Vainqueures                        | Partenaire         | Score    |          |
| -- | ---------- | ---------------------------------------------- | --------- | --------- | ------------ | ---------------------------------- | ------------------ | -------- | -------- |
| 1  | 17-07-2023 | 34th Palermo Ladies Open Palerme               | WTA 250   | 259 303 $ | Terre (ext.) | Yana Sizikova Kimberley Zimmermann | Angelica Moratelli | 6-2, 6-4 | Parcours |
| 2  | 18-05-2025 | Grand Prix SAR La Princesse Lalla Meryem Rabat | WTA 250   | 275 094 $ | Terre (ext.) | Maya Joint Oksana Kalashnikova     | Angelica Moratelli | 6-3, 7-5 | Parcours |

### Titres en double en WTA 125
| No | Date       | Nom et lieu du tournoi            | Catégorie | Dotation  | Surface      | Partenaire         | Finalistes                       | Score            |          |
| -- | ---------- | --------------------------------- | --------- | --------- | ------------ | ------------------ | -------------------------------- | ---------------- | -------- |
| 1  | 11-09-2023 | Țiriac Foundation Trophy Bucarest | WTA 125   | 115 000 $ | Terre (ext.) | Angelica Moratelli | V. Grammatikopoúlou Anna Sisková | 7-5, 6-4         | Parcours |
| 2  | 25-03-2024 | Megasaray Hotels Open Antalya     | WTA 125   | 115 000 $ | Terre (ext.) | Angelica Moratelli | Tímea Babos Vera Zvonareva       | 6-3,3-6, [15-13] | Parcours |

### Finale en double en WTA 125
| No | Date       | Nom et lieu du tournoi        | Catégorie | Dotation  | Surface    | Partenaire                       | Finalistes         | Score     |          |
| -- | ---------- | ----------------------------- | --------- | --------- | ---------- | -------------------------------- | ------------------ | --------- | -------- |
| 1  | 19-02-2024 | Vallarta Open Puerto Vallarta | WTA 125   | 115 000 $ | Dur (ext.) | Iryna Shymanovich Renata Zarazúa | Angelica Moratelli | 6-2, 7-61 | Parcours |

## Parcours en Grand Chelem

### En double dames
| Année | Open d'Australie                                                                     | Open d'Australie | Internationaux de France                                                         | Internationaux de France                                                        | Wimbledon                                                                                   | Wimbledon | US Open | US Open |
| ----- | ------------------------------------------------------------------------------------ | ---------------- | -------------------------------------------------------------------------------- | ------------------------------------------------------------------------------- | ------------------------------------------------------------------------------------------- | --------- | ------- | ------- |
| 2024  | —                                                                                    | —                | 1er tour (1/32) A. Moratelli \|\| style="text-align:left;" \| M. Linette B. Pera | 1er tour (1/32) L. Samsonova \|\| style="text-align:left;" \| U. Eikeri I. Neel | 1er tour (1/32) S. Murray Sharan \|\| style="text-align:left;" \| R. Montgomery C. Ngounoue |           |         |         |
| 2025  | 2e tour (1/16) J. Cristian \|\| style="text-align:left;" \| L. Fernandez N. Kichenok |                  |                                                                                  |                                                                                 |                                                                                             |           |         |         |

N.B. : le nom de la partenaire se trouve sous le résultat ; le nom des ultimes adversaires se trouve à droite.

## Classements WTA en fin de saison
| Année          | 2010 | 2011 | 2012 | 2013 | 2014 | 2015 | 2016 | 2017 | 2018 | 2019 | 2020 | 2021 | 2022 | 2023 | 2024 |
| Rang en simple | 1110 | 1086 | –    | 564  | 564  | 672  | 343  | 295  | 414  | 471  | 439  | 413  | 230  | 311  | 327  |
| Rang en double | 950  | 1060 | –    | 365  | 382  | 499  | 252  | 156  | 247  | 331  | 327  | 163  | 193  | 85   | 97   |

Source : (en) Classements de Camilla Rosatello sur le site officiel de la Fédération internationale de tennis